# Bror Hendeberg
Bror Axel Nicolaus Hendeberg, född den 15 juni 1861 i Ystad, död den 11 april 1935 i Vänersborg, var en svensk ämbetsman.
Hendeberg blev student vid Lunds universitet 1880 och avlade examen till rättegångsverken där 1886. Han blev vice häradshövding 1889, extra länsnotarie i Östergötlands län 1890, länsnotarie i Västmanlands län 1896 och kronofogde i Fryksdals fögderi, Värmlands län, 1903. Hendeberg var landskamrerare i Blekinge län 1905–1909 och i Älvsborgs län 1909–1931. Han blev riddare av Nordstjärneorden 1912 och kommendör av andra klassen av samma orden 1924. Hendeberg vilar på Grönby kyrkogård.